# Уэно, Ёсиэ
Ёсиэ Уэно (яп. 上野 順恵, 1 июля 1983, Асахикава) — японская дзюдоистка полусредней весовой категории, выступала за сборную Японии в середине 2000-х — начале 2010-х годов. Бронзовая призёрша летних Олимпийских игр в Лондоне, двукратная чемпионка мира, чемпионка Азиатских игр, четырёхкратная чемпионка Азии, победительница многих турниров национального и международного значения.

## Биография
Ёсиэ Уэно родилась 1 июля 1983 года в городе Асахикава префектуры Хоккайдо. Активно заниматься дзюдо начала с раннего детства, проходила подготовку вместе со старшей сестрой Масаэ, которая впоследствии стала двукратной олимпийской чемпионкой. Позже тренировалась в спортивном клубе токийского района Сэтагая, работала в страховой компании Mitsui Sumitomo Insurance.
Первого серьёзного успеха на взрослом международном уровне добилась в 2003 году, когда попала в основной состав японской национальной сборной и побывала на чемпионате Азии в Чеджу, откуда привезла награду золотого достоинства, выигранную в полусредней весовой категории. Два года спустя на азиатском первенстве в Ташкенте повторила это достижение, ещё через два года на аналогичных соревнованиях в Эль-Кувейте снова была лучшей в своём весовом дивизионе.
В 2009 году Уэно выступила на чемпионате мира в Роттердаме, где одолела всех соперниц и завоевала тем самым золотую медаль. В следующем сезоне получила золотую награду на Азиатских играх в Гуанчжоу и защитила чемпионский титул на домашнем мировом первенстве в Токио. На чемпионате мира 2011 года в Париже, тем не менее, лишилась чемпионского титула в полусреднем весе — в решающем поединке потерпела поражение от представительницы Франции Жевриз Эман и вынуждена была довольствоваться серебряной медалью. Помимо этого, заняла третье место на азиатском первенстве в Абу-Даби.
В 2012 году Ёсиэ Уэно выиграла чемпионат Азии в Ташкенте и благодаря череде удачных выступлений удостоилась права защищать честь страны на летних Олимпийских играх 2012 года в Лондоне — уверенно прошла первых двух соперниц, однако на стадии четвертьфиналов проиграла кореянке Чон Да Ун и лишилась всяких шансов выиграть золото. В утешительных поединках взяла верх над дзюдоистками из Нидерландов и Монголии, в результате чего получила бронзовую олимпийскую награду. Вскоре по окончании этих соревнований приняла решение завершить карьеру профессиональной спортсменки, уступив место в сборной молодым японским дзюдоисткам.